# Bolandra
Bolandra es un género con tres especies de plantas de flores de la familia Saxifragaceae.
Son plantas perennes con las hojas basales cordadas a reniformes con 3-7 lóbulos y dentadas. Las inflorescencias en panículas con pocas flores. El fruto es una cápsula. Son nativas del oeste de Norteamérica.

## Especies seleccionadas
- Bolandra californica
- Bolandra imnahaensis
- Bolandra oregana